# Willeysthenelais heterochela
Willeysthenelais heterochela är en ringmaskart som först beskrevs av Horst 1917.  Willeysthenelais heterochela ingår i släktet Willeysthenelais och familjen Sigalionidae. Inga underarter finns listade i Catalogue of Life.